# Супермагістраль
Супермагістраль — магістральна залізниця із надвисокою пропускною здатністю, великим вантажообігом (мільярди тонн на рік), мінімальними ухилами (до 4…6 ‰), максимальними радіусами скруглень (не менше 1'000 м) і прямим маршрутним сполученням (без заходу на залізничні вузли) між початковим і кінцевим пунктом прямування вантажів. Термін перших десятиліть існування СРСР. Саме у 20-х – 30-х роках XX століття передбачалося будівництво декількох «супермагістралей», які пов'язували б регіони країни, між якими існував, або міг існувати, великий вантажо– та пасажирообіг.
Серед проєктів «супермагістралей» слід назвати такі: 
- «перша супермагістраль» - проєкт будівництва нових і підсилення пропускної здатності існуючих залізниць у напрямі Москва - Донбас через Валуйки, Єлець (залізниця побудована в 1934-1942 роках);
- «друга супермагістраль» - проєкт будівництва нових і підсилення пропускної здатності існуючих залізниць у напрямі Кривий Ріг - Царицин (Волгоград), корінною дільницею якої мала стати проєктована залізниця Марганець - Демурине (проєкт не реалізовано);
- «третя супермагістраль» - проєкт будівництва нових і підсилення пропускної здатності існуючих залізниць у напрямі Донбас - Ленінград (Санкт-Петербург) через Брянськ в обхід Москви. Від Донбасу до Брянська передбачалося облаштувати двоколійну залізницю уздовж існуючих дільниць, від Брянська до Ленінграда мали спорудити нові залізниці через Вязьму - Торжок, Смоленськ - Соблаго і Оршу, а також обладнати резервний хід через Москву (проєкт реалізовано частково - в 1929-1934 роках побудовано залізницю Брянськ - Вязьма, тим самим було відкрито один із одноколійних ходів від Брянська до Ленінграда);
- «четверта супермагістраль» - проєкт будівництва нових і підсилення пропускної здатності існуючих залізниць у напрямі Москва - Сибір і т.д.

Так, один із проєктів «супермагістралі» на території сучасної України, Кривий Ріг — Гришине (Покровськ) через Олександрівськ (Запоріжжя), — пов'язаний із проєктуванням і будівництвом ДніпроГЕСу в 20-х – на початку 30-х років ХХ століття. Автором проєкту «супермагістралі» є професор І. Г. Александров. Проєкт Александрова передбачав будівництво, в першу чергу, нової одноколійної ділянки залізниці Демурине — Комінтерн (Марганець) (протяжністю, за різними оцінками, 172—184 км) «супермагістрального» типу. В другу чергу, на становище «супермагістралі» мали перейти колії Демурине — Гришине — Очеретине і Марганець — Кривий Ріг. Попередньо, «супермагістраллю» мали курсувати потяги під паровозами. Пізніше передбачалося замінити ці морально застарілі локомотиви електровозами. Для цього була запланована електрифікація «супермагістралі» від Кривого Рога до Гришиного.
«Супермагістраль» не створювала нових зв'язків між Донбасом і Подніпров'ям, але суттєво покращувала вже існуюче залізничне сполучення між цими двома районами. Це дозволяло знизити залізничні тарифи для вантажів, що слідували б у напрямі ДніпроГЕСу з 1/100 коп. за пудо-версту до 1/230…1/250 коп. за пудо-версту. За даними на 1928 рік, «супермагістраль» мала надати одноразовий економічний ефект у розмірі 68 млн крб. (в основному – за рахунок скорочення фінансування на переобладнання станцій Дніпропетровськ, Верховцеве, Довгинцеве, Олександрівськ (Запоріжжя I), відпадання потреби у переобладнанні залізниць Гришине — Фастів, Синельникове — Олександрівськ і міських мостів у Олександрівську), а також щорічний прибуток до 2,4 млн. крб. (за рахунок скорочення пробігу вагонів та здешевлення виробництва чавуну і заліза в Придніпровському і Донецькому промислових районах).
Передбачалося наступне трасування «супермагістралі»: від Демуриного до Олександрівська залізниця мала проходити над перегоном існуючої ділянки Катерининської залізниці Чаплине — Мечетна, мати розв'язку в районі станції Софіївка (Вільнянськ). В районі Олександрівська, передбачалося облаштування нових станцій на «супермагістралі»: Олександрівськ-Лівий, ближче до станції Запоріжжя II (поблизу села Вознесенка), Олександрівськ-Правий (поблизу колонії Розенгарт), а також двоярусного мосту через Дніпро (внизу — шосе, зверху – залізниця). Від обладнання «супермагістралі» по греблі ДніпроГЕСу одразу ж відмовилися через додаткові динамічні навантаження на греблю від руху потягів. Залізниця трасувалася через острів Хортиця (де передбачалася станція Січ й окрема гілка до проєктованої вугільної гавані в південній частині острова) на місто Марганець.
На думку І. Г. Александрова, спорудження та електрифікація «супермагістралі» була здатна реанімувати дореволюційні проєкти будівництва нових залізниць у напрямі Гришине — Маріуполь і Олександрівськ — Слов'янськ — Саратов. Втім, переконливі для транспортної секції комісії з Дніпробуду докази не викликали підтримки з боку Наркомату шляхів сполучення, і в 20-х – 30-х роках XX століття не велося ані будівництва «супермагістралі», — якщо не вважати короткої ділянки Вільнянськ — ім. Алімова (Запоріжжя-Мале) і переходу через Дніпро, ані її електрифікації. Електрифікація ділянок залізниць напряму Донбас — Подніпров'я велося у 50-х – 60-х роках XX століття, коли спорудження нових залізниць на цьому напрямі не передбачалося.